# Beatlemánia

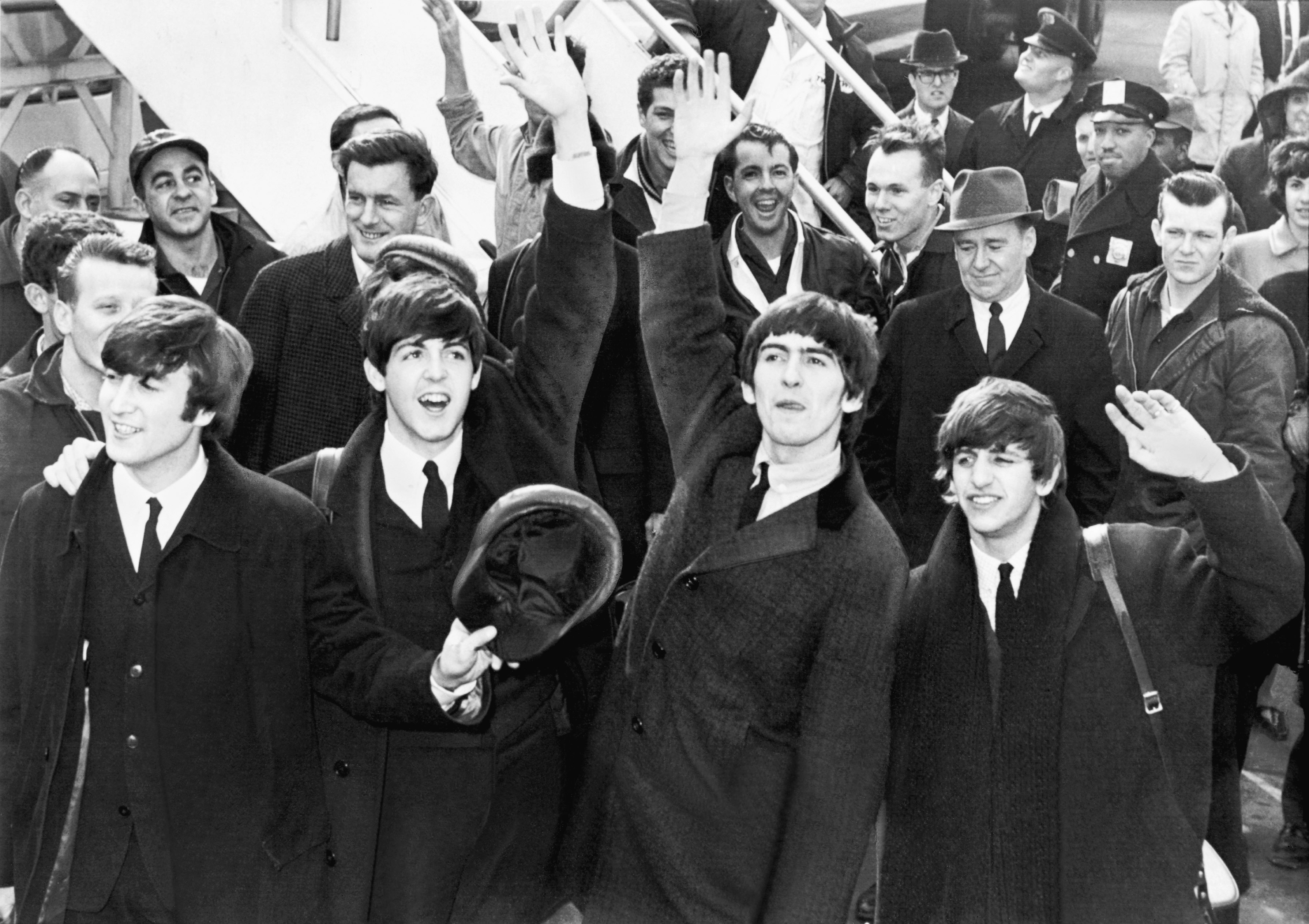
A The Beatles tagjai a New York-i JFK Repülőtéren

A Beatlemánia, vagy angol nyelvterületen elterjedt nevén Beatlemania egy hatvanas években, újságírók által kitalált fogalom. A fogalom a legendás Beatles együttesről szerezte a nevét, amikor az a sikereinek csúcsán járt. 

## A szó jelentése
A szó azokban az időkben keletkezett, amikor a Beatles együttes a sikere csúcsán járt. Az együttes négy tagjáért (John Lennon, Paul McCartney, George Harrison, Ringo Starr) a maga idejében megőrült a fiatalok többsége, az együttes tagjait sikoltozó lányok többsége vette körül. Az újságírók ezt a jelenséget az együttes nevéből "beatlemániának" nevezték el. A hatvanas évek második felében a Beatles inkább a stúdiómunkára koncentrált, így ez a fogalom is egyre hátrább szorult. A Beatles végül 1970-ben feloszlott.

## Hatása
A Beatles az eddigi legsikeresebb együttes.A Beatlemánia fogalma sok helyen elterjedt, a mostani Beatles-rajongók is előszeretettel használják.